# Sven-Göran Eriksson
Sven-Göran Eriksson (ascultăⓘ; API: /svɛn'jœːrɑn 'eːrɪksɔn/; n. 5 februarie 1948, Sunne, Comitatul Värmland, Suedia – d. 26 august 2024, Sunne, Comitatul Värmland, Suedia) a fost un fotbalist suedez retras din activitate, care a jucat pe post de fundaș la echipe ca Västra Frölunda IF⁠(d), SK Sifhälla⁠(d) și KB Karlskoga FF⁠(d). După încheierea carierei, a devenit antrenor, și a antrenat, printre altele, Echipa națională de fotbal a Angliei, Sampdoria și Benfica. Eriksson a fost singurul antrenor care a câștigat atât campionatul cât și cupa în trei țări diferite (Suedia, Portugalia și Italia).